# Chủ nghĩa dân tộc da trắng
Chủ nghĩa dân tộc da trắng là một dạng của Chủ nghĩa dân tộc mà giữ niềm tin rằng người da trắng là một chủng tộc và tìm cách phát triển, phát huy, bảo tồn, và duy trì một bản sắc dân tộc da trắng. Những người đề xướng của Chủ nghĩa dân tộc trắng xác định và gắn liền với khái niệm về một quốc gia cho dân tộc da trắng. Những người theo chủ nghĩa dân tộc da trắng nói họ tìm cách đảm bảo sự sống còn và tồn tại của chủng tộc da trắng, và các nền văn hoá của các quốc gia da trắng. Họ cho rằng người da trắng nên duy trì đa số ở các nước da trắng, duy trì sự thịnh vượng kinh tế, và nền văn hoá của họ phải là được bảo tồn duy trì và gìn giữ. Nhiều người theo chủ nghĩa dân tộc da trắng tin rằng việc lai giống, đa văn hóa, chào đón người nhập cư mà không phải là người da trắng và tỷ lệ sinh đẻ thấp trong số người da trắng đang đe dọa chủng tộc da trắng, và một số cho rằng đó là dấu hiệu của nạn diệt chủng người da trắng.

## Quan điểm
Những người theo chủ nghĩa dân tộc da trắng cho rằng mọi chủng tộc đều cảm thấy một tình cảm tự nhiên theo đồng loại của riêng mình.  Họ ủng hộ tự bảo vệ chủng tộc và tuyên bố rằng văn hoá là một sản phẩm của chủng tộc. Những người theo chủ nghĩa dân tộc da trắng tìm cách đảm bảo sự tồn tại của chủng tộc da trắng, và nền văn hoá của các quốc gia da trắng lịch sử. Họ cho rằng người da trắng nên duy trì đa số trong các nước da trắng chủ yếu, duy trì sự phát triển thịnh vượng của họ về đời sống chính trị và kinh tế, và nền văn hoá của họ cần phải được bảo tồn. Nhiều người theo chủ nghĩa dân tộc da trắng tin rằng việc lai giống, chủ nghĩa đa văn hóa, chào đón làn sóng nhập cư hàng loạt người không phải dân da trắng và tỷ lệ sinh thấp ở người da trắng đang đe dọa chủng tộc da trắng, và một số cho rằng điều này là nguyên nhân dẫn đến nạn diệt chủng người da trắng.

### Định nghĩa về người da trắng

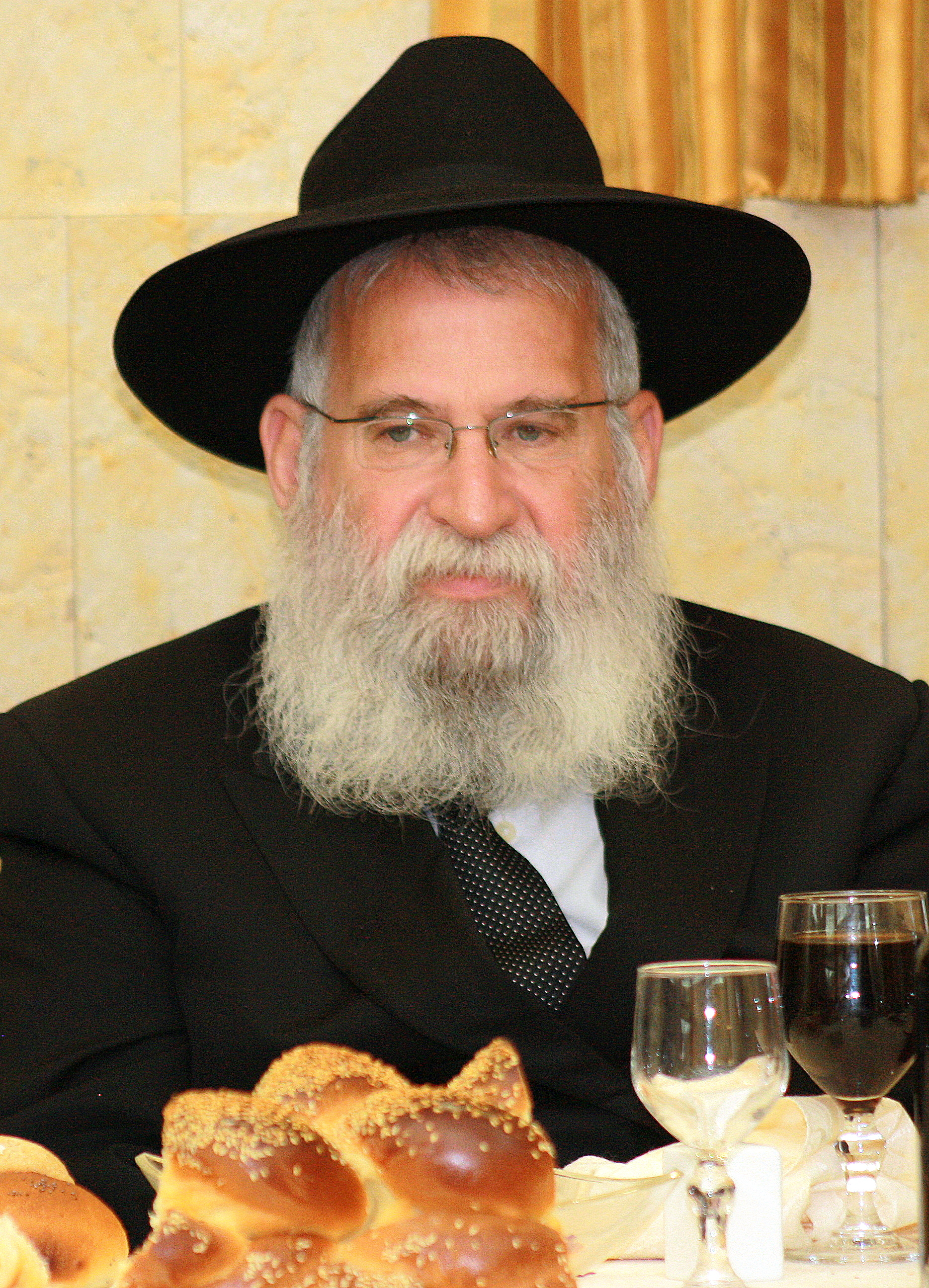
Người do thái da trắng

Hầu hết các quốc gia dân tộc da trắng đều xác định người da trắng một cách hạn chế. Ở Hoa Kỳ, thường - mặc dù không phải chỉ có ý nghĩa - là tổ tiên của người châu âu dân ngoại; một ví dụ là Phong trào xã hội chủ nghĩa xã hội của Hoa Kỳ, quy định rằng "Thành viên của Đảng được mở cho những người dị tính khác không Semitic có nguồn gốc Châu Âu". Một số người theo chủ nghĩa dân da trắng, như Jared Taylor, đã lập luận rằng người Do Thái có thể được coi là người da trắng. Mặc dù nhiều người theo chủ nghĩa dân tộc da trắng phản đối Israel và chủ nghĩa Zion, nhưng một số người theo chủ nghĩa quốc gia dân tộc da trắng như William Daniel Johnson và Jared Taylor đã bày tỏ sự ủng hộ cho Israel và đã tạo ra sự tương đồng giữa ý thức hệ của họ với Chủ nghĩa phục quốc Do Thái.
Các lý thuyết chủng tộc khác nhau, chẳng hạn như chủ nghĩa Bắc Âu và chủ nghĩa dân tộc gốc Đức, xác định các nhóm khác nhau là da trắng, cả hai ngoại trừ một số người châu Âu ở phía nam và phía đông vì một sắc thái chủng tộc.

## Các nhân vật chủ chốt
- Virginia Abernethy
- Andrew Auernheimer
- Gordon Lee Baum
- Louis Beam
- Richard Girnt Butler
- Theodore G. Bilbo
- Don Black
- Peter Brimelow
- Thomas W. Chittum
- Craig Cobb
- Harold Covington
- Ian Stuart Donaldson
- David Duke
- James Edwards
- Paul Fromm (activist)
- Matthew F. Hale
- Hinton Rowan Helper
- William Daniel Johnson
- Ben Klassen
- August Kreis III
- Alex Linder
- Kevin B. Macdonald
- Tom Metzger
- Nikolaos Michaloliakos
- Merlin Miller
- William Dudley Pelley – người sáng lập Silver Legion
- William Luther Pierce
- Thomas Robb
- Saga
- Richard B. Spencer
- Gerald L. K. Smith
- Edgar Steele
- J. B. Stoner
- Kevin Alfred Strom
- Tomislav Sunić
- Wesley A. Swift
- Hal Turner
- Jared Taylor
- Eugène Terre'Blanche
- Varg Vikernes
- James Wickstrom

## Sách tham khảo
- Ankerl, Guy (2000). Coexisting Contemporary Civilizations. Geneva: INUPRESS. ISBN 0-ngày 94 tháng 2 năm 6383 Kiểm tra giá trị |isbn=: ký tự không hợp lệ (trợ giúp).
- Josey, Charles Conant (1983) [1923]. The Philosophy of Nationalism. Washington, D.C.: Cliveden Press. ISBN 1-ngày 84 tháng 10 năm 8465 Kiểm tra giá trị |isbn=: ký tự không hợp lệ (trợ giúp).
- Levin, Michael E. (1997). Why Race Matters: Race Differences and What They Mean. Westport, CT: Praeger Publishers. ISBN 0-275-95789-6.
- McDaniel, George (ed.) (2003). A Race Against Time: Racial Heresies for the 21st Century. Oakton, VA: New Century Foundation.Quản lý CS1: văn bản dư: danh sách tác giả (liên kết)
- Robertson, Wilmot (1981). The Dispossessed Majority. Cape Canaveral, FL: Howard Allen. ISBN 0-914576-15-1.
- Robertson, Wilmot (1993). The Ethnostate. Cape Canaveral, FL: Howard Allen. ISBN 0-914576-22-4.
- Swain, Carol M. (2003). Contemporary Voices of White Nationalism in America. New York: Cambridge University Press. ISBN 0-521-01693-2.